# مارلين ميلس
مارلين ميلس (بالهولندية: Marilyn Mills)‏ هي ممثلة هولندية، ولدت في 1 نوفمبر 1903 في أنسخديه في هولندا، وتوفيت في 27 فبراير 1956 في لوس أنجلوس في الولايات المتحدة.

## وصلات خارجية
- مارلين ميلس على موقع IMDb (الإنجليزية)
- مارلين ميلس على موقع قاعدة بيانات الفيلم (الإنجليزية)
- مارلين ميلس على موقع كينوبويسك (الروسية)